# Pellenes amazonka
Pellenes amazonka là một loài nhện trong họ Salticidae.
Loài này thuộc chi Pellenes. Pellenes amazonka được Dmitri Viktorovich Logunov, Yuri M miêu tả năm 1999. Marusik & Rakov.